# Elmar Bartel

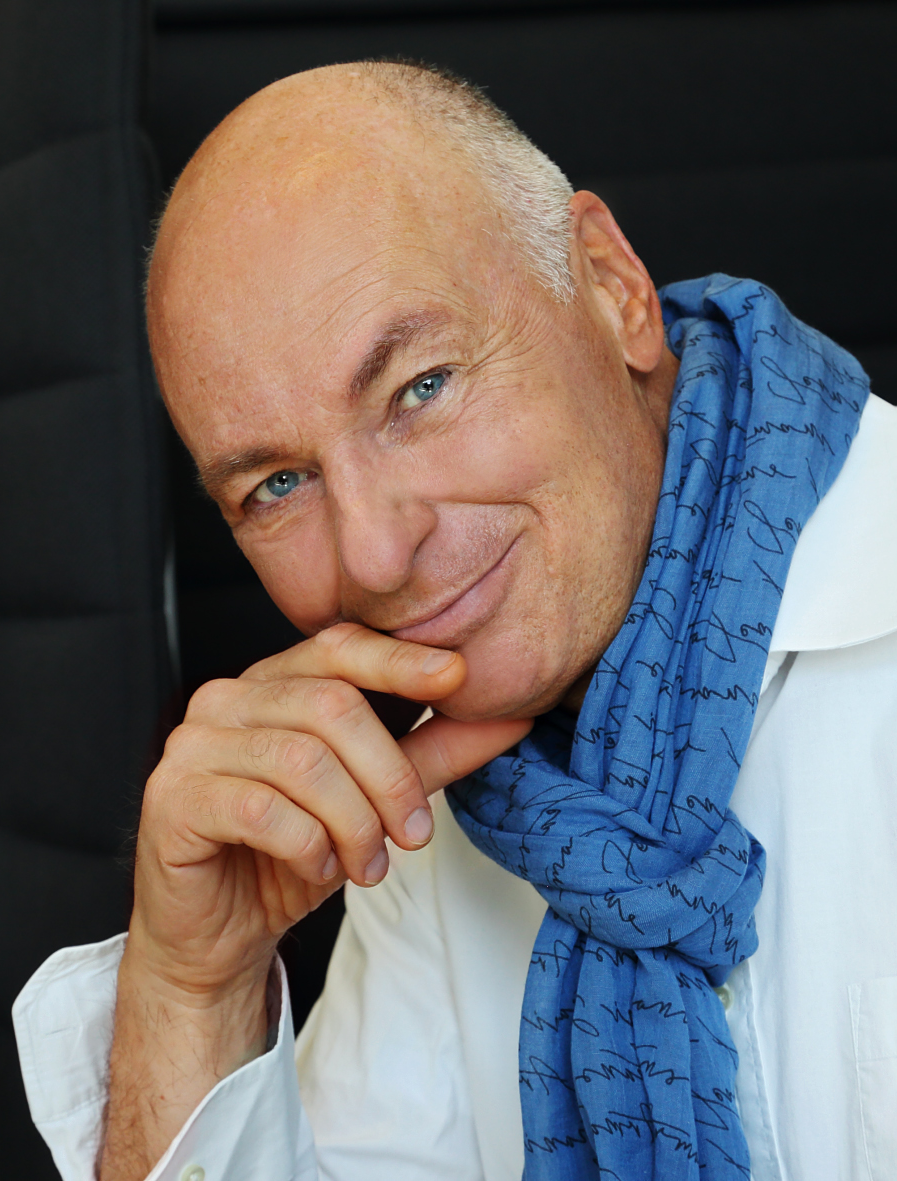
Elmar Bartel (2018)

Elmar Bartel (* 17. Oktober 1953 in Trier) ist ein deutscher Nachrichtensprecher, Entertainer, Autor und Hörbuch-Produzent.

## Leben
Elmar Bartel wurde als Sohn des Opernsängers und Tenors Reinhold Bartel und dessen Frau Elisabeth geboren und wuchs in Trier und Wiesbaden auf.

## Wirken
Nach Ausbildungen zum Industriekaufmann, Editor und Sendetechniker, sowie einer Sprecherausbildung, arbeitete er ab 1984 als Nachrichtensprecher im Hörfunk des Hessischen Rundfunks in Frankfurt am Main und als Bildregisseur für aktuelle Sendungen bei ZDF und SWR in Mainz. Ab 1985 lieh er seine Stimme für alle Programmtrailer von SAT.1.
Ein Jahr später wurde Bartel Nachrichtensprecher der heute-Nachrichten im ZDF, sowie Synchronsprecher für ZDF-Dokumentationen (Terra X, Discovery). Ab 1985 war er Off-Sprecher der 19-Uhr-heute-Nachrichten im ZDF. Von 1992 bis 1997 war er außerdem Sprecher aller Programmtrailer des ZDF und Trailer-Redakteur. Seit 2001 arbeitet Bartel außerdem als Producer von Hörbüchern des ZDF und ZDF Enterprises, in Zusammenarbeit mit dem Hörverlag in München. Im Rahmen der Fußball-WM 2006 war er bei den fünf in Kaiserslautern ausgetragenen Begegnungen als Sprecher im Einsatz.
Bartel war 2004 Autor eines Reisefeatures bei arte: u. a. „Wale rosten nicht“ (45-min Dokumentation über Walfangstationen auf Südgeorgien, Antarktis). 2007 war er Co-Autor des Beziehungsratgebers Liebeszauber, zusammen mit Nina Ruge.
Von 2003 bis 2005 erschien unter seiner Regie die Hörbuch-Trilogie „Aus vollem Herzen: 50 ZDF-Stars lesen für einen guten Zweck“ (u. a. mit Katja Flint, Marcel Reich-Ranicki, Brigitte Mira, Sir Peter Ustinov, Anneliese Rothenberger, Henry Kissinger u. v. a.). Die Hörbücher waren Benefiz-Projekte zugunsten von UNICEF, Menschen für Menschen und einem Integrationsprojekt der Stiftung Lesen. Im Oktober 2006 erschien sein Märchen-Hörbuch „MärchenWelten: ZDF-Stars lesen für die Welthungerhilfe“ beim Hörverlag München, 2007 mit „MärchenWelten 2“ der zweite Teil. Elmar Bartel tritt außerdem als Gesangssolist und Conferencier bei Galas, auf Kreuzfahrtschiffen und in Jazz-Clubs auf.
Am 7. Oktober 2009 geriet Bartel wegen eines Versprechers bei den „heute“-Nachrichten in die Schlagzeilen, als er in einem Bericht zum Thema „Phishing“ versehentlich das Wort „Fisting“ verwendete und damit bundesweit ein großes Medienecho auslöste. Bartel selbst nahm die schnelle Verbreitung seines Fehlers über das Internet mit Humor: „Früher musste man gezielt auf Versprecher-Homepages (…) nach solchen Fundstücken suchen. Heute findet man es nach 30 Sekunden in Australien wieder“.
2018 veröffentlichte er bei Schott Music das Buch Einfach besser sprechen – So gelingt ein starker Auftritt, das Profis und Laien Tipps zur guten Aussprache gibt. Für die beiliegenden Audio-CD beteiligten sich viele Prominente mit Sprech-Beispielen, darunter Petra Gerster, Markus Lanz, Maybrit Illner, Oliver Welke und Marietta Slomka. Das Vorwort des Buchs schrieb Claus Kleber.

## Hörbücher (als Produzent)
- Elmar Bartel: Aus vollem Herzen, ZDF-Stars lesen für UNICEF. Hörverlag 2003, ISBN 3-899-40329-0
- Elmar Bartel: Aus vollem Herzen 2, ZDF-Stars lesen für Menschen für Menschen. Hörverlag 2004, ISBN 3-899-40408-4
- Elmar Bartel: Aus vollem Herzen 3, Stars für Stiftung Lesen. Hörverlag 2005, ISBN 3-899-40674-5
- Elmar Bartel: Märchenwelten, Zauberhaft gelesen von ZDF-Stars. Hörverlag 2006, ISBN 3-899-40673-7
- Elmar Bartel: Märchenwelten 2, Zauberhaft gelesen von ZDF-Stars. Hörverlag 2007, ISBN 3-867-17179-3

## Hörbücher (als Sprecher)
- Wilhelm Schmid: Glück. Alles, was Sie darüber wissen müssen, und warum es nicht das wichtigste im Leben ist, Hoffmann und Campe 2008, ISBN 3-455-30594-6
- Serge Kahili King: Der Stadt-Schamane, Lüchow 2008 (Neuauflage), ISBN 3-783-19020-7
- Lothar Seiwert: Wenn du Es Eilig Hast, Gehe Langsam: Mehr Zeit in einer beschleunigten Welt, Campus 2008 (Neuauflage), ISBN 3-593-37694-6
- Noah Gordon: Der Chirurg, Hörverlag 2005, ISBN 3-899-40698-2